# Ásia Latina
Ásia Latina foi um dos nomes dados pelos romanos à província da Ásia na Ásia Menor (Anatólia Ocidental), hoje parte da Turquia, também chamada Mikra Ásia. Foi a maior brevidade de posse do Império Romano no continente asiático.

## Países latinos da Ásia
Dois países da Ásia têm reconhecido a sua cultura latina, ambos os países são membros da União Latina, estes são Timor-Leste e as Filipinas.

### Timor-Leste
Timor-Leste, apesar de ser um país de língua portuguesa, a maior parte de sua população fala o tétum, língua com um grande número de palavras portuguesas emprestadas, bem como algumas características gramaticais. O português é também a língua oficial desse país, por causa da colonização portuguesa ocorrida na ilha. Por outro lado, Timor-Leste é um membro da Comunidade dos Países de Língua Portuguesa (CPLP).
Recentemente, no Timor-Leste, o antigo primeiro-ministro Mari Alkatiri tem utilizado a expressão "Ásia Latina" para se referir à única cultura do seu país: "O primeiro-ministro convidou a visitar executivos para explorar o Timor-Leste e à experiência única cultural da Ásia Latina que pode ser encontrada aqui".

### Filipinas
As Filipinas foram governadas pela Espanha durante três séculos até a invasão dos estadunidenses em 1898. É onde existem importantes populações que falam a língua espanhola. Várias línguas do espanhol crioulo são faladas nas Filipinas hoje, todos eles chamados Chavacano.
Estes são:
- Chavacanos de Luzon:
  - Caviteño, falada no Cavite.
  - Ternateño, falado no Cavite.
  - Ermitaño, antigamente falado em Ermita, Manila, agora extinto.
- Chavacanos de Mindanao:
  - Zamboangueño (360000)
  - Cotabateño
  - Davaoeño

As Filipinas são chamadas Ásia Latina, em certos círculos académicos, tais como a Igreja Católica e algumas ONGs.
Embora em retiro de poucas décadas, devido à influência estadunidense, as Filipinas estão usando a sua influência cultural Latina como uma marca comercial para diferenciar as suas cidades de quaisquer outras cidades asiáticas. O caso mais representativo é Zamboanga, que foi dado o título de Cidade Latina da Ásia.

### O caso de Macau
Macau pode ser considerado como parte da Ásia Latina até certo ponto: o português é uma das línguas oficiais de Macau. As ruas e todos os sinais de tráfego são em ambos os idiomas (o português e o chinês tradicional), existem estações de rádio que transmitem na língua portuguesa e existem jornais em língua portuguesa.
Embora o Português em Macau não seja muito utilizado hoje em dia, porém ainda é considerada a língua principal. É falada pela minoria dos macaenses. Na metade da cidade possuem textos em português e escolas tem como principais matérias o chinês e português.